# Libertas Brindisi 1956-1957
La Libertas Brindisi 1956-1957, prende parte al campionato italiano di Serie B, girone D a 8 squadre. Chiude la stagione regolare al primo posto con 11V e 3P, 782 punti segnati e 620 subiti. Partecipa poi al concentramento finale di Pesaro per il titolo di campione d'Italia di Serie B giungendo quarta.

## Storia & Roster
La Libertas Brindisi perde Camillo Donati e Adriano Farinola passato all'ASSI Brindisi. Tiratore scelto della stagione è Elio Pentassuglia con 321 p. in 17 partite, seguito da Donativi con 273 p..
| Libertas Brindisi 1956/1957 | Libertas Brindisi 1956/1957 |
| Giocatori                   | Staff tecnico               |
| --------------------------- | --------------------------- |

| N. | Naz.              | Ruolo | Nome               | Anno | Alt.   | Peso |  |
| -- | ----------------- | ----- | ------------------ | ---- | ------ | ---- |  |
| 3  | Italia (bandiera) | G     | Antonio Melone     | 1937 |        |      |  |
| 4  | Italia (bandiera) | C     | Salvatore Velardi  | 1933 | 200 cm |      |  |
| 5  | Italia (bandiera) | AC    | Giovanni Antonucci | 1938 |        |      |  |
| 7  | Italia (bandiera) | P     | Mario Colelli      | 1938 |        |      |  |
| 8  | Italia (bandiera) | G     | Dante Fazzina      | 1938 |        |      |  |
| 9  | Italia (bandiera) | A     | Aldo Vonghia       | 1930 |        |      |  |
| 10 | Italia (bandiera) | G     | Giovanni Donativi  | 1935 |        |      |  |
| 11 | Italia (bandiera) | G     | Riccardo Salvemini | 1937 |        |      |  |
| 12 | Italia (bandiera) | A     | Elio Pentassuglia  | 1932 |        |      |  |
| 13 | Italia (bandiera) | G     | Franco Portaluri   | 1936 |        |      |  |
|    | Italia (bandiera) | A     | Volgo              |      |        |      |  |

| Allenatore                                 |
| - Giuseppe Todisco                         |
| Assistente/i                               |
| - Elio Pentassuglia Legenda - (C) Capitano |

## Risultati
| Arbitri: | Cufetta (Perugia) Scarmaglione (Viterbo) |

|             |       |                                         |
| Accettala 8 | Punti | Pentassuglia 19, Donativi 13, Velardi 9 |

| Arbitri: | Cardullo (Messina) Mollura (Messina) |

|                             |       |              |
| Pentassuglia 21, Donativi 8 | Punti | Dell'Acqua 7 |

| Arbitri: | Stramaccioni (Viterbo) Matiz (Civitavecchia) |

|                                           |       |                             |
| Pentassuglia 15, Donativi 15, Antonucci 9 | Punti | De Santis 11, Del Vecchio 8 |

| Arbitri: | Sparacio (Salerno) Penso (Salerno) |

|                           |       |                              |
| Cilento 13, De Stefano 12 | Punti | Donativi 25, Pentassuglia 23 |

| Arbitri: | Maisto (Napoli) Mirenghi (Napoli) |

|                               |       |            |
| Pentassuglia 12, Antonucci 10 | Punti | Speciale 5 |

| Arbitri: | Micali (Reggio Calabria) Giotto (Roma) |

|                                 |       |                                         |
| Modica 16, Campo 14, Bellomo 10 | Punti | Pentassuglia 22, Velardi 12, Donativi 9 |

| Arbitri: | Cardullo (Messina) Mollura (Messina) |

|                                          |       |                            |
| Pentassuglia 24, Donativi 19, Velardi 19 | Punti | Licenziati 31, Milanese 11 |

| Arbitri: | Martorelli (Teramo) Serena (Ancona) |

|                                            |       |                          |
| Antonucci 19, Donativi 12, Pentassuglia 10 | Punti | Accettola 19, Di Gioia 8 |

| Arbitri: | Cotta (Roma) Mersoner (Roma) |

|               |       |                          |
| Castellano 18 | Punti | Donativi 28, Antonucci 8 |

| Arbitri: | Sappri (Livorno) Gatto (Livorno) |

|                                   |       |                              |
| Boschi 27, Mesocchi 12, Piovan 10 | Punti | Donativi 28, Pentassuglia 27 |

| Arbitri: | Pinto (Roma) Leonardi (Messina) |

|                              |       |                          |
| Donativi 24, Pentassuglia 11 | Punti | Ferrentino 12, Cilento 8 |

| Arbitri: | Racozzi (Livorno) Nesti (Pistoia) |

|                            |       |                                            |
| Speciale 20, Panariello 17 | Punti | Pentassuglia 25, Donativi 14, Portaluri 14 |

| Arbitri: | Martorelli (Teramo) Romagnoli (Porto San Giorgio) |

|                              |       |                        |
| Pentassuglia 31, Donativi 26 | Punti | Modica 10, Botindari 8 |

| Napoli 2 marzo 1957 14ª giornata              | Partenope | 74 – 62         | Libertas Brindisi |  |
| \| \| \| \| \| \| Punti \| Pentassuglia 15 \| |           |                 |                   |  |
|                                               |           |                 |                   |  |
|                                               | Punti     | Pentassuglia 15 |                   |  |

### Concentramento finale per lo scudetto
| Arbitri: | Babbina (Bologna) Regazzi (Livorno) |

|                                        |       |                                         |
| Di Stefano 13, Bernabei 13, Coccioni 9 | Punti | Pentassuglia 13, Vonghia 10, Donativi 9 |

| Pesaro 30 marzo 1957 2ª giornata              | U.G. Goriziana | 85 – 66         | Libertas Brindisi |  |
| \| \| \| \| \| \| Punti \| Pentassuglia 29 \| |                |                 |                   |  |
|                                               |                |                 |                   |  |
|                                               | Punti          | Pentassuglia 29 |                   |  |

| Arbitri: | Babbina (Bologna) Regazzi (Pesaro) |

|                                        |       |                 |
| Bidoli 25, Tondiz Aldo 19, Tonzic A.12 | Punti | Pentassuglia 19 |